# Birigui
Birigüi là một đô thị ở bang São Paulo của Brasil. 
Đô thị này có vị trí địa lý vĩ độ 21º17'19" độ vĩ nam và kinh độ là 50º20'24" độ kinh tây, trên độ cao 406 mét. Dân số năm 2004 là 104.138 người, diện tích là 530,651 km². Khu vực này có khí hậu cận nhiệt đới, nhiệt độ cao nhất 42º và thấp nhất 3º. Lượng mưa 1300 mm/năm.

## Dân số
Demografia em 2006
Tổng dân số: 121.300
- Thành thị: 91.018
- Nông thôn: 3.282
- Nam giới: 46.453
- Nữ giới: 47.847

Mật độ dân số (người/km²): 177,72
Tỷ lệ tử vong trẻ dưới 1 tuổi (trên 1 triệu cháu): 9,64
Tuổi thọ bình quân (tuổi): 74,96
Tỷ lệ sinh (trẻ trên mỗi bà mẹ): 2,01
Tỷ lệ biết đọc biết viết: 92,81%
Chỉ số phát triển con người (bình quân): 0,829
- Chỉ số phát triển con người (thu nhập): 0,761
- Chỉ số phát triển con người (tuổi thọ): 0,833
- Chỉ số phát triển con người (giáo dục): 0,893

(Nguồn: IPEADATA)